# Petra Vlhová
Petra Vlhová (Liptovský Mikuláš, 13 juni 1995) is een Slowaakse alpineskiester. Ze vertegenwoordigde haar vaderland op de Olympische Winterspelen 2014 in Sotsji en op de Olympische Winterspelen 2018 in Pyeongchang.

## Carrière
Bij haar wereldbekerdebuut, in december 2012 in Semmering, scoorde Vlhová direct wereldbekerpunten. Op de wereldkampioenschappen alpineskiën 2013 in Schladming wist de Slowaakse niet te finishen op de slalom. Tijdens de Olympische Winterspelen van 2014 in Sotsji eindigde Vlhová als negentiende op de slalom en als 24e op de reuzenslalom.
In Beaver Creek nam de Slowaakse deel aan de wereldkampioenschappen alpineskiën 2015. Op dit toernooi eindigde ze als dertigste op de reuzenslalom en als 44e op de slalom. In november 2015 behaalde Vlhová in Aspen haar eerste toptienklassering in een wereldbekerwedstrijd. Op 13 december 2015 boekte ze in Åre haar eerste wereldbekerzege. Op de wereldkampioenschappen alpineskiën 2017 in Sankt Moritz eindigde de Slowaakse als vierde op de slalom en als achtste op de reuzenslalom. Samen met Veronika Velez Zuzulová, Matej Falat en Andreas Žampa behaalde ze de zilveren medaille in de landenwedstrijd. Tijdens de Olympische Winterspelen van 2018 in Pyeongchang eindigde Vlhová als vijfde op de alpine combinatie, als dertiende op zowel de slalom als de reuzenslalom en als 32e op de Super G. In de landenwedstrijd eindigde ze samen met Soňa Moravčíková, Veronika Velez Zuzulová, Matej Falat, Adam Žampa en Andreas Žampa op de negende plaats.
In Åre nam ze deel aan de wereldkampioenschappen alpineskiën 2019. Op dit toernooi werd ze wereldkampioene op de reuzenslalom, daarnaast veroverde ze de zilveren medaille op de alpine combinatie en de bronzen medaille op de slalom. Op de wereldkampioenschappen alpineskiën 2021 in Cortina d'Ampezzo behaalde de Slowaakse de zilveren medaille op zowel de slalom als de alpine combinatie, daarnaast eindigde ze als negende op de Super G en als twaalfde op de reuzenslalom.

## Resultaten

### Olympische Winterspelen
| Jaar | Plaats      | Resultaten                                                                                    |
| ---- | ----------- | --------------------------------------------------------------------------------------------- |
| 2014 | Sotsji      | 19e Slalom 24e Reuzenslalom                                                                   |
| 2018 | Pyeongchang | 5e Alpine combinatie 13e Reuzenslalom 13e Slalom 32e Super G DNF1 Afdaling 9e Landenwedstrijd |
| 2022 | Peking      | Slalom · 14e Reuzenslalom                                                                     |

### Wereldkampioenschappen
| Jaar | Plaats             | Resultaten                                                                       |
| ---- | ------------------ | -------------------------------------------------------------------------------- |
| 2013 | Schladming         | DNF1 Slalom 9e Landenwedstrijd                                                   |
| 2015 | Beaver Creek       | 44e Slalom 30e Reuzenslalom                                                      |
| 2017 | Sankt Moritz       | 4e Slalom · 8e Reuzenslalom · Landenwedstrijd                                    |
| 2019 | Åre                | Reuzenslalom · Alpine combinatie · Slalom                                        |
| 2021 | Cortina d'Ampezzo  | Slalom · Alpine Combinatie · 9e Super G · 12e Reuzenslalom · DNFQ Parallelslalom |
| 2023 | Courchevel-Méribel | 5e Slalom 7e Reuzenslalom                                                        |

### Wereldbeker
Eindklasseringen
| Seizoen   | Algm   | AD  | SL     | RS     | SG  | PAR  | SC |
| --------- | ------ | --- | ------ | ------ | --- | ---- | -- |
| 2012/2013 | 91e    | –   | 42e    | –      | –   |      | –  |
| 2013/2014 | –      | –   | –      | –      | –   |      | –  |
| 2014/2015 | 81e    | –   | 34e    | –      | –   |      | –  |
| 2015/2016 | 24e    | –   | 6e     | 40e    | –   |      | –  |
| 2016/2017 | 10e    | –   | 5e     | 11e    | –   |      | –  |
| 2017/2018 | 5e     | –   | 4e     | 13e    | –   |      | 7e |
| 2018/2019 | Zilver | –   | Zilver | Zilver | –   |      | –  |
| 2019/2020 | Brons  | 16e | Goud   | Zilver | 14e | Goud | –  |
| 2020/2021 | Goud   | 12e | Brons  | 6e     | 8e  | Goud |    |
| 2021/2022 | Zilver | 37e | Goud   | 4e     | 40e | –    |    |
| 2022/2023 | Brons  | 41e | Brons  | 4e     | –   |      |    |
| 2023/2024 | 6e     | –   | Brons  | 8e     | –   |      |    |

Wereldbekerzeges
| Nr | Datum      | Plaats          | Onderdeel      |
| -- | ---------- | --------------- | -------------- |
| 01 | 13/12/2015 | Åre             | Slalom         |
| 02 | 18/03/2017 | Aspen           | Slalom         |
| 03 | 11/11/2017 | Levi            | Slalom         |
| 04 | 28/01/2018 | Lenzerheide     | Slalom         |
| 05 | 28/12/2018 | Semmering       | Reuzenslalom   |
| 06 | 01/01/2019 | Oslo            | City Event     |
| 07 | 08/01/2019 | Flachau         | Slalom         |
| 08 | 01/02/2019 | Maribor         | Reuzenslalom   |
| 09 | 08/03/2019 | Špindlerův Mlýn | Reuzenslalom   |
| 10 | 15/12/2019 | Sankt Moritz    | Parallelslalom |
| 11 | 04/01/2020 | Zagreb          | Slalom         |
| 12 | 14/01/2020 | Flachau         | Slalom         |
| 13 | 18/01/2020 | Sestriere       | Reuzenslalom   |
| 14 | 16/02/2020 | Kranjska Gora   | Slalom         |
| 15 | 21/11/2020 | Levi            | Slalom         |
| 16 | 22/11/2020 | Levi            | Slalom         |
| 17 | 26/11/2020 | Lech-Zürs       | Parallel       |
| 18 | 03/01/2021 | Zagreb          | Slalom         |
| 19 | 07/03/2021 | Jasná           | Reuzenslalom   |
| 20 | 12/03/2021 | Åre             | Slalom         |
| 21 | 20/11/2021 | Levi            | Slalom         |
| 22 | 21/11/2021 | Levi            | Slalom         |
| 23 | 29/12/2021 | Lienz           | Slalom         |
| 24 | 04/01/2022 | Zagreb          | Slalom         |
| 25 | 09/01/2022 | Kranjska Gora   | Slalom         |
| 26 | 11/03/2022 | Åre             | Reuzenslalom   |
| 27 | 10/01/2023 | Flachau         | Slalom         |
| 28 | 18/03/2023 | Soldeu          | Slalom         |
| 29 | 11/11/2023 | Levi            | Slalom         |
| 30 | 21/12/2023 | Courchevel      | Slalom         |
| 31 | 07/01/2024 | Kranjska Gora   | Slalom         |